# Laura Silverman
Laura Jane Silverman (Bedford, Hillsborough megye, New Hampshire, 1966. június 10. –) amerikai színésznő, Sarah Silverman nővére. A Sarah Silverman: Jesus Is Magic című stand-up filmben és a The Sarah Silverman Program sorozatban önmaga fiktív változatát alakította. A The Comeback című sorozat egyik főszereplője, Lisa Kudrow-val együtt. Ő volt a szarkasztikus recepciós, Laura hangja is a Dr. Katz, Professional Therapist sorozatban. Feltűnt a Dr. House és Jackie nővér című műsorokban is, mint vendégszereplő. Ezeken kívül több sorozatban is szerepelt.

## Élete
Szülei Beth Ann O'Hara és Donald Silverman voltak. Szülei elváltak, majd újra összeházasodtak. Három nővére van: Jodyne Silverman forgatókönyvíró, Sarah Silverman színésznő/humorista és Susan Silverman rabbi. Testvére, Jeffrey Michael 3 hónapos korában elhunyt.
Szinkronszínészként is tevékenykedik, szerepelt a Hős6os: A sorozat, Kalandra fel!, Bob burgerfalodája és Metalocalypse című rajzfilmsorozatokban is.

## Filmográfia
- 1995–2002: Dr. Katz, Professional Therapist
- 2005, 2014-től: A visszatérés (The Comeback)
- 2006: Metalocalypse (2 epizód)
- 2007–2010: The Sarah Silverman Program
- 2018 Hős6os: A sorozat (szinkronhang)